# بلال ابراهیمی
بلال ابراهیمی (انگلیسی: Bilal Brahimi؛ زادهٔ ۲۸ مارس ۲۰۰۰) بازیکن فوتبال است.